# 前九年
前九年（ぜんくねん、英語: Zenkunen）とは、岩手県盛岡市の町丁であり、前九年一丁目から前九年三丁目までを擁する。住居表示実施済み区域。郵便番号は020-0127。盛岡市の住民基本台帳によると2022年（令和4年）2月末時点での前九年の住民は3,553人、世帯数は1,947世帯である。旧岩手郡栗屋川村の一部、旧岩手郡のち南岩手郡下厨川村の一部、旧南岩手郡のち岩手郡厨川村の大字下厨川の一部、旧盛岡市畑中、宿田、狐森、館坂、宿田後、権現坂、下厨川、下厨川長畑、下厨川馬頭、下厨小屋塚頭の一部。

## 地理
前九年は盛岡市の西部に位置し、多くの町丁と接しており、北西で青山と、東で上堂や安倍館町などと、南東で北夕顔瀬町と、南西で大新町や天昌寺町と接する。
域内は住宅地が多くを占めており、駅はないものの西部を東北新幹線といわて銀河鉄道線が通過する。東部に北上川が流れ、それに沿うように岩手県道220号氏子橋夕顔瀬線が南北に走っている。

### 河川
- 北上川[8]

## 歴史
前九年一丁目から前九年二丁目にかけて、副葬品である2振の鉄刀を伴った7～8世紀代の地域首長の墳墓が宿田遺跡から出土しており、古代からこの地域には支配者がいた。
前九年の住所としての成立は1965年であるが、行政区としては、1945年頃から成立していたとされる。1955年頃から、急激に住宅が増えて、地価が高騰し、1961年時点の前九年町内会は世帯数は631世帯で市内で最大であった。

### 沿革
- 天正年間 - 岩手県管轄地誌によると岩手郡厨川村[注 1]から、上厨川村と下厨川村が分村したとされる[注 2]。
- 1889年（明治22年） - 町村制施行に伴い、下厨川村は上厨川村、土淵村、平賀新田と合併し、厨川村となり、下厨川は厨川村の大字となった[7]。
- 1897年（明治30年） - 郡制施行に伴い、厨川村が岩手郡の管轄になった。
- 1940年（昭和15年）1月1日 - 厨川村が盛岡市に編入されるに伴って、厨川村の大字下厨川は盛岡市の大字となった。
- 1965年（昭和40年） - 盛岡市の字の一部をもって前九年一丁目が成立[1]。
- 1966年（昭和41年） - 盛岡市の字の一部をもって前九年二丁目および前九年三丁目が成立[1]。

### 町名の変遷
住居表示による町名の変遷は以下の通りである。
| 実施後       | 実施年月日     | 実施前（特記なければ各町・字ともその一部）                 |
| 町丁         | 実施年月日     | 字                                                         |
| ------------ | -------------- | ---------------------------------------------------------- |
| 前九年一丁目 | 1965年10月11日 | 宿田、畑中、狐森、舘坂、権現坂、下厨川字舘                 |
| 前九年二丁目 | 1966年11月1日  | 宿田、権現坂、下厨川字舘、舘坂、宿田後、狐森               |
| 前九年三丁目 | 1966年11月1日  | 宿田後、下厨川小屋塚頭、狐森、下厨川長畑、下厨川馬頭、舘坂 |

## 名称の由来
安倍氏と源頼義が戦った前九年の役の安倍氏終焉の地である厨川柵が付近にあったことが由来とされる。

## 施設
- 盛岡市立厨川小学校（一丁目2番1号）[14]
- 北日本銀行館坂支店（二丁目5番5号）[15]
- 日本通運盛岡支店（二丁目13番5号）[16]
- 盛岡前九年郵便局（三丁目5番24号）[17]
- ウエルシア盛岡前九年店（三丁目6番26号）[18]
- 前九年公園（三丁目7番1号）[19]
- 江南義塾盛岡高等学校（三丁目8番20号）[20]
- 盛岡市立ひまわり学園（三丁目12番38号）[21]
- 盛岡西警察署前九年交番（三丁目18番10号）[22]

## 交通

### 鉄道
先述の通り、前九年の西部にJR東北新幹線とIGRいわて銀河鉄道いわて銀河鉄道線が走っているが、域内に鉄道駅は存在しない。なお、最寄駅は隣接する青山に所在する青山駅（IGRいわて銀河鉄道いわて銀河鉄道線）や盛岡駅（JR東北本線・IGRいわて銀河鉄道いわて銀河鉄道線など）が挙げられる。

### 道路
- 岩手県道220号氏子橋夕顔瀬線
- 岩手県道223号盛岡滝沢線
- 館坂橋

### バス
- 岩手県北バス
  - 盛岡駅前・盛岡バスセンター方面[23]
  - 盛岡-八幡平（A01他）[23]
  - 盛岡-八幡平マウンテンホテル（A51）[23]
  - 盛岡-盛大-沼宮内（B11,B12）[23]
  - 盛岡BC-盛岡農高前-盛岡大学（C01他）[23]
  - 盛岡BC-運動公園-厨川駅（D01他）[23]
- JRバス東北
  - 白樺号[23]
- 岩手県交通
  - 青山・天昌寺→盛岡駅前→盛岡バスセンター[23]
  - 上堂→盛岡駅前→盛岡バスセンター[23]
  - 青山町線（201他）[23]
  - 南青山町線（204）[23]
  - 盛岡北高線（212）[23]
  - みたけ西線（213）[23]
  - 青山天神線（214）[23]
  - 滝沢かつらぎ団地線（227）[23]
  - 厨川中央線（251・252）[23]
  - みたけ中央線（255他）[23]
  - みたけ東線（260）[23]
  - 日赤経由みたけ線（414）[23]
  - 厨川深夜線[23]
  - 滝沢深夜線[23]
  - 繋・鶯宿線[23]
  - 青山松園線[23]
  - 松園北高線[23]

## 統計

### 人口
盛岡市の住民基本台帳によると2022年（令和4年）2月末時点での前九年の人口および世帯数の統計は以下の通りである。
| 丁目  | 世帯数    | 男      | 女      | 計      |
| ----- | --------- | ------- | ------- | ------- |
| 1丁目 | 328世帯   | 279人   | 273人   | 552人   |
| 2丁目 | 576世帯   | 475人   | 573人   | 1,048人 |
| 3丁目 | 1,043世帯 | 912人   | 1,041人 | 1,953人 |
| 合計  | 1,947世帯 | 1,666人 | 1,887人 | 3,553人 |